# Alex Calancea
Alex Calancea (numele de scenă al lui Alexandrin Calancea; n. 4 ianuarie 1977, Movileni, raionul Glodeni, RSS Moldovenească, URSS) este un producător, compozitor, orchestrator, chitarist bas și lector din Republica Moldova.

## Activitate artistică
După absolvirea Academiei de Muzică, Teatru și Arte Plastice (AMTAP) din Chișinău a fost angajat ca lector de chitară bas la aceeași instituție si a făcut primele turnee, în calitate de basist, în Europa și Asia cu un proiect de jazz fusion. A continuat ca basist al artistului Dan Balan, abordând genul pop rock; a avut colaborări cu producători din Los Angeles, printre care și Jack Jaseph Puig.
Întors din SUA în Republica Moldova, și-a creat propria formație în 2008, „Alex Calancea Band”. A organizat concertele „Amintire de iubire”, „Alex Calancea și prietenii” și a produs filmul documentar „Bucurie de Noroc la Orizont de Plai”, o istorie a muzicii basarabene din anii 1940-1998.
După această etapă, inspirat de folclorul autentic din Republica Moldova, a colaborat cu Orchestra Națională de muzică populară „Lăutarii”, Orchestra Fraților Advahov și alte orchestre simfonice din Moldova și România.
La sfârșitul anului 2017 a înființat proiectul „Lupii lui Calancea”, bazat pe motivele, baladele și poveștile haiduciei, pe ritmuri contemporane care fuzionează cu elemente de folclor. Începând cu 2020, a inițiat Festivalul Lupilor, un eveniment anual organizat la Trebujeni, raionul Orhei, ce include concerte și activități culturale, având ca scop promovarea tradițiilor naționale.

## Discografie
Primul album al Lupilor a fost lansat în 2017 și se numește Inimă Sălbatică. Include compoziții proprii cu melodii trap, folk și rock.
În anul 2018 a fost lansat albumul Basul Capricios.

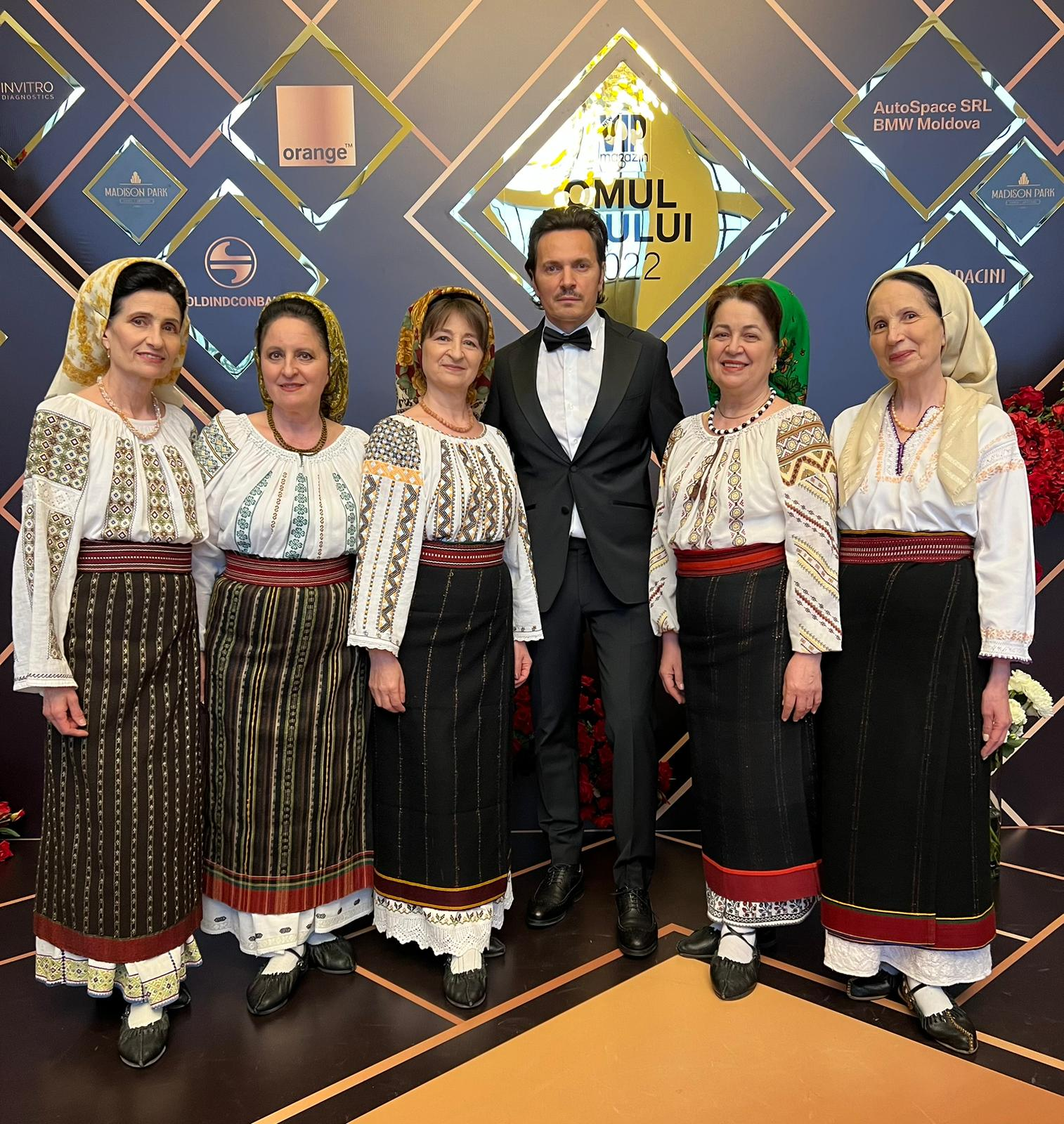
Alex Calancea și Surorile Osoianu la Gala premiilor VIP Magazin

În anul 2021, Lupii lui Calancea au inițiat o colaborare cu Surorile Osoianu, înregistrând 12 cântece. 
În anul 2024 a fost lansat albumul Lelea.

## Premii și distincții
În anul 2017, Alex Calancea a fost distins cu trofeul „Omul Anului” la categoria „Muzică” de către revista VIP Magazin.
În 2018, la Gala Jazzului Românesc, Calancea a fost premiat la categoriile:
- Trupa anului – Alex Calancea Band
- Albumul anului – Basul Capricios
- Muzicianul anului – Alex Calancea